# Mistrzostwa Europy w Łucznictwie Polowym 1999
13. Mistrzostwa Europy odbyły się w dniach 20–27 czerwca 1999 w Bovcu w Słowenii. Zawodniczki i zawodnicy startowali w konkurencji łuków dowolnych, gołych oraz bloczkowych. Po raz pierwszy w ramach mistrzostw rozegrano zawody juniorek i juniorów.

## Medaliści

### Kobiety
| Konkurencja      | Złoto              | Srebro           | Brąz              |
| łuk dowolny      | Christina Ioriatti | Laure Barczynski | Alison Williamson |
| łuk bloczkowy    | Fabiola Palazzini  | Cecile Oxaran    | Jolanda Willemse  |
| łuk goły         | Odile Bossiere     | Jutta Schneider  | Chiara Bertoni    |
| zawody drużynowe | Francja            | Wielka Brytania  | Włochy            |

### Mężczyźni
| Konkurencja      | Złoto             | Srebro            | Brąz                                                        |
| łuk dowolny      | Michele Frangilli | Fulvio Verdecchia | Jon Shales                                                  |
| łuk bloczkowy    | Tom Henriksen     | Peter Andersson   | Björn Andersson                                             |
| łuk goły         | Mattias Larsson   | Mario Orlandi     | Erik Jonsson                                                |
| zawody drużynowe | Francja           | Włochy            | Szwecja · Anders Andersson · Peter Andersson · Erik Jonsson |

### Juniorki
| Konkurencja   | Złoto           | Srebro           | Brąz         |
| łuk dowolny   | Irene Franchini | Dunja Štembergar | Azra Herceg  |
| łuk bloczkowy | Serena Pisano   | Ivana Buden      | Linda Ekeflo |

### Juniorzy
| Konkurencja   | Złoto          | Srebro         | Brąz              |
| łuk dowolny   | Alan Wills     | Matija Žlender | Christian Striuli |
| łuk bloczkowy | Radoslav Zidek | Michele Silla  | Jasper Skou       |
| łuk goły      | Ivan Muznik    | Valter Šorli   | Mišo Likar        |

## Klasyfikacja medalowa
| Lp. | Państwo         | Złoto | Srebro | Brąz | Razem |
| 1.  | Włochy          | 5     | 4      | 3    | 12    |
| 2.  | Francja         | 3     | 2      | 0    | 5     |
| 3.  | Słowenia        | 1     | 3      | 2    | 6     |
| 4.  | Szwecja         | 1     | 1      | 4    | 6     |
| 5.  | Wielka Brytania | 1     | 1      | 2    | 4     |
| 6.  | Dania           | 1     | 0      | 1    | 2     |
| 7.  | Słowacja        | 1     | 0      | 0    | 1     |
| 8.  | Chorwacja       | 0     | 1      | 0    | 1     |
| 8.  | Niemcy          | 0     | 1      | 0    | 1     |
| 10. | Holandia        | 0     | 0      | 1    | 1     |